# Florian David Fitz
Florian David Fitz (Múnich, Baviera,  Alemania;  20 de noviembre de 1974) es un actor, guionista y director de cine alemán.

## Biografía
Florian David Fitz proviene de una rama de la familia artística Fitz; Es primo segundo de Michael y Lisa Fitz. Su abuelo Josef Fitz y Hans Fitz, el abuelo de Michael y Lisa Fitz, eran hermanos. Fitz fue criado como católico,  pero luego abandonó la iglesia. Sus padres, Karlhans y Gabriele Fitz, eran propietarios de un hotel en Múnich, que actualmente está regentado por la hermana mayor de Fitz, Stefanie.
Fitz vive en Múnich. Habla inglés y español con fluidez y toca el saxofón y el piano. A principios de abril de 2022 anunció que era padre. 

## Trayectoria

### Educación y teatro
Fitz asistió al Elsa-Brändström-Gymnasium de Múnich. Después de graduarse de la escuela secundaria, se formó en actuación y canto en el Conservatorio de Boston (desde 2016: Conservatorio de Boston en Berklee) en 1994, donde recibió una beca al cabo de un año  y apareció en las obras Marat/Sade, Equus y Participó "El cuento de invierno".  Completó sus estudios en 1998 con la Licenciatura en Bellas Artes. Luego, Fitz pasó un año en la ciudad de Nueva York, donde trabajó, entre otras cosas, como camarero en Christie's.  En 1999 asumió un papel en The Rocky Horror Show y realizó una gira por Italia, Austria, Suiza y Alemania.  De regreso a Alemania, tomó lecciones privadas de actuación con Helga Engel (1931-2015), profesora de la Escuela Otto Falckenberg.  Una solicitud para el Deutsches Theatre de Berlín no fue más allá de una audición.  En 1999 se unió al Volkstheater de Múnich y apareció en The Marquis of Keith dirigida por Ruth Drexel.

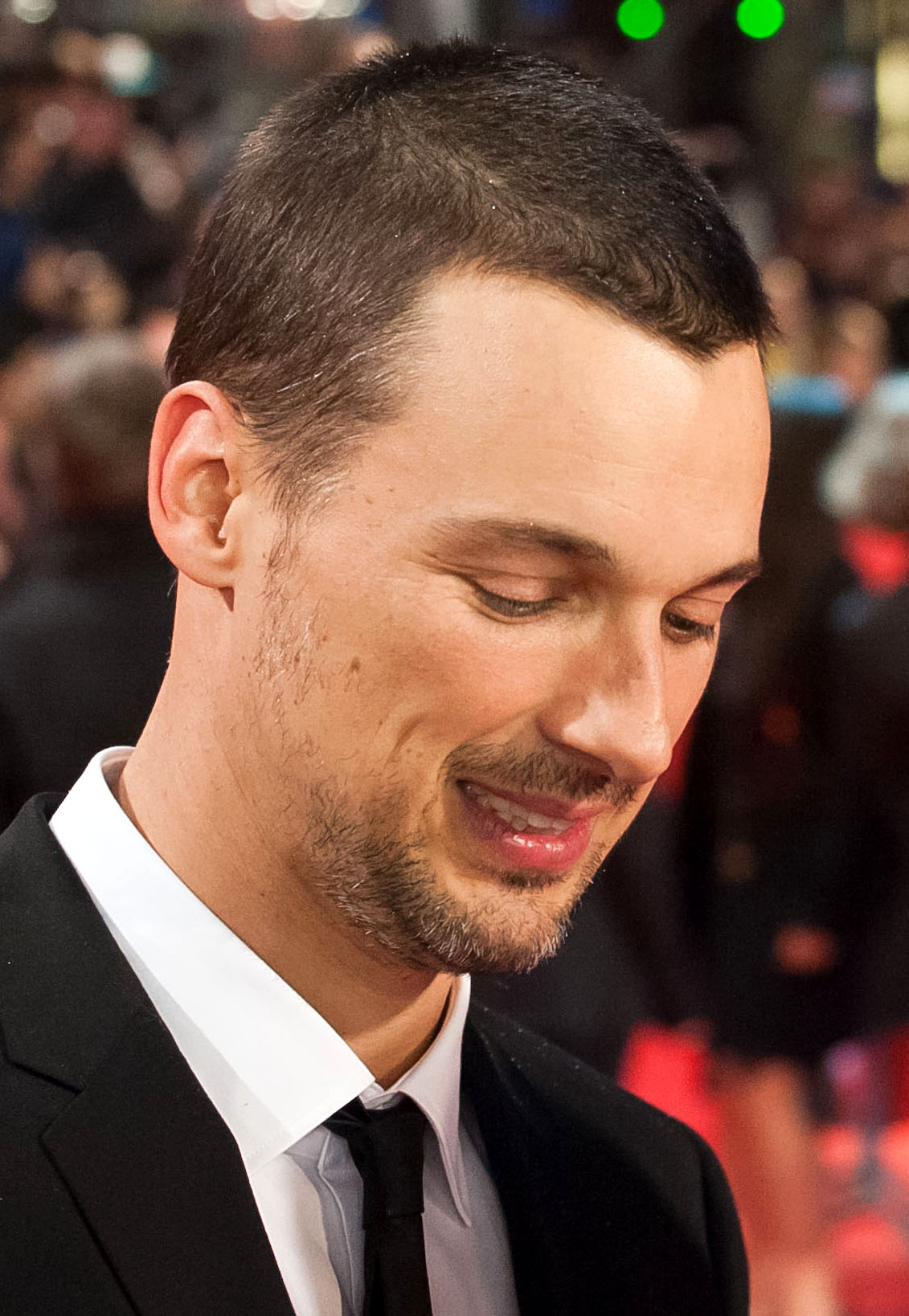
Florian David Fitz durante la Berlinale 2013.

### Cine y televisión
Fitz asumió su primer papel televisivo en otoño de 1999 en un episodio de la serie Der Bulle von Tölz, en la que también estaban Ruth Drexel y Lisa Fitz como su madre, bajo el nombre de Florian Fitz Jr. Para evitar Florian Fitzconfusiones con el actor. En 2002, Fitz apareció en la serie nocturna de Das Erste de 26 capítulos Damn in Love. En 2004 asumió un papel en la serie Berlín, (2002–2005)  Desde 2005 apareció frente a la cámara en la serie LiebesLeben de Sat1. Desde 2007 se pudo ver a Fitz en la serie Doctor Martin de ZDF. De 2008 a 2011, Fitz desempeñó un papel principal en la serie de televisión Diario de una doctora como médico senior.
Fitz apareció por primera vez en películas en Hawaiian Gardens de Percy Adlon (2000) y en la producción germano-canadiense Ice Planet (2001). Además de producciones más pequeñas, apareció frente a la cámara en Girls, Girls 2 - Loft or Love en 2004. A esto le siguieron papeles en las películas para televisión Love Has Right of Way (2005), Christmas of All Things (2005) y en la serie Rosamunde Pilcher de ZDF (2005). En este último jugó con Anja Knauer y Alexandra Schalaudek, quienes desde entonces forman parte de su círculo privado de amigos.  En 2007, Fitz recibió un premio por su actuación en My Crazy Turkish Wedding. Luego apareció en numerosas producciones televisivas. En octubre de 2009, Fitz apareció en la pantalla grande en la película Men's Hearts junto a Til Schweiger y Christian Ulmen. Para escribir el guion de la película Vincent quiere ir al mar (2010), en la que interpretó al personaje principal, Fitz se matriculó en el taller de guion de Múnich. En 2011 volvió a aparecer frente a la cámara junto a Til Schweiger en la secuela de Men's Hearts, Men's Hearts... and the Really Great Love. En 2012 debutó como director con la comedia cinematográfica Jesús me ama. Es una adaptación cinematográfica de una novela de David Safier. Fitz también asumió el papel protagonista masculino y escribió el guion. En 2013 apareció junto a Henry Hübchen en la película de comedia Hay algo más que ver; la película se estrenó en cines en septiembre del mismo año.

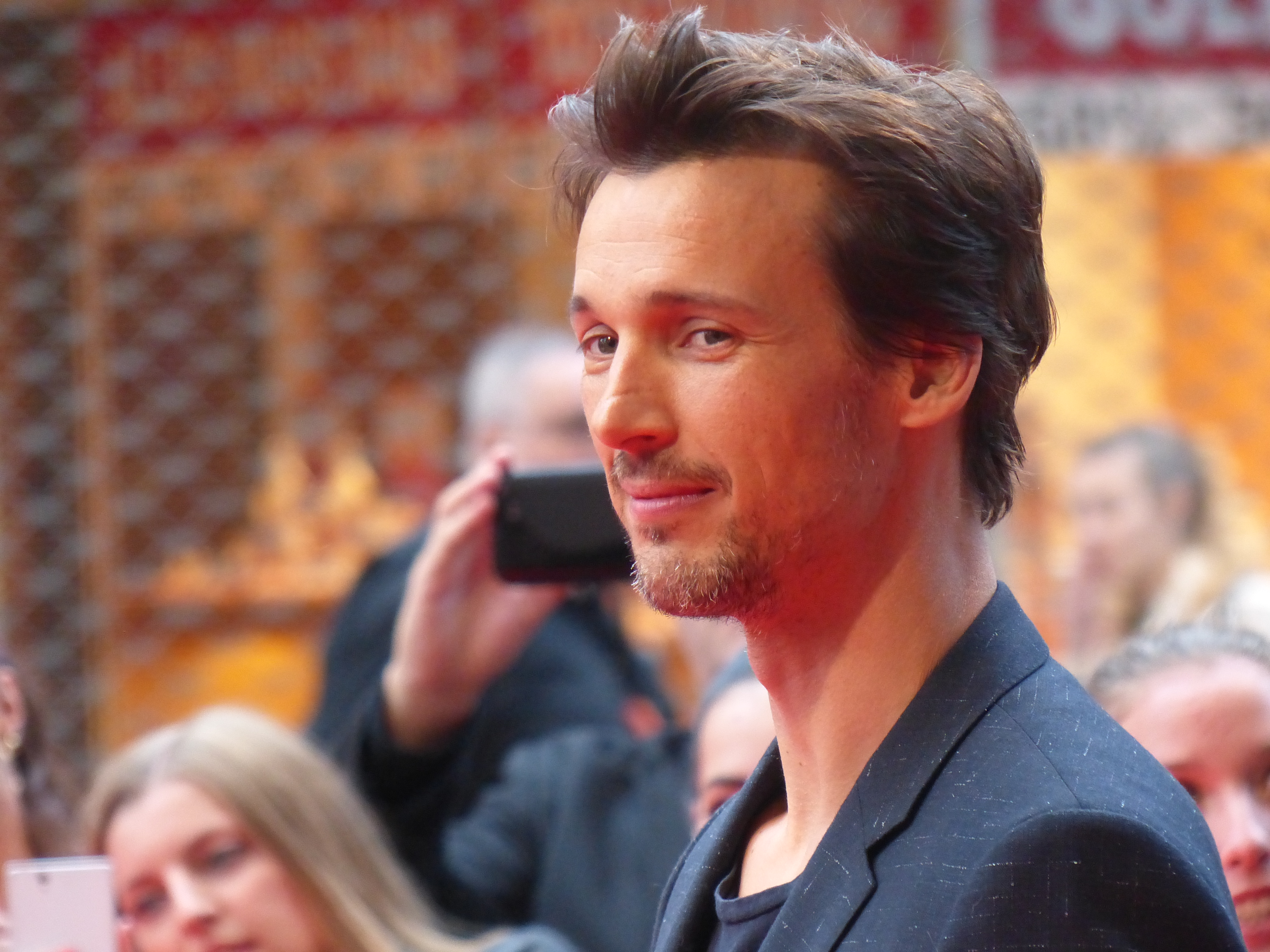
Florian David Fitz en el estreno de Les Amitiés invisibles en junio de 2015

En el mismo año, Fitz filmó la tragicomedia Hin und weg, dirigida por Christian Zübert, junto con Julia Koschitz, Jürgen Vogel, Miriam Stein, Volker Bruch y Hannelore Elsner. Su película El día más caluroso se rodó en 2015. Fitz escribió el guion, dirigió y se puso delante de la cámara junto con el actor principal y productor Matthias Schweighöfer. En el drama televisivo Kästner and Little Tuesday (2016), Fitz apareció como actor interpretado por Erich Kästner y dirigido por Wolfgang Murnberger.  A finales del verano de 2017, Fitz filmó bajo la dirección del director Sönke Wortmann junto a Iris Berben, Christoph Maria Herbst y otros. para la nueva versión de la comedia francesa El primer nombre de Alexandre de La Patellière. En la película 100 Things (2018), de la que también fue guionista y director, Fitz volvió a estar delante de la cámara junto a Matthias Schweighöfer.
En la película Der Surname (2022) de Sönke Wortmann, la secuela de Der Vorname, se puede ver a Fitz nuevamente como Thomas Böttcher. En diciembre del mismo año se estrenó la película transgénero El vestido de Oskar, una colaboración con el director Hüseyin Tabak, basada en un guion de Fitz, con Fitz en el papel principal junto a Senta Berger, Marie Burchard y Burghart Klaußner.

## Premios

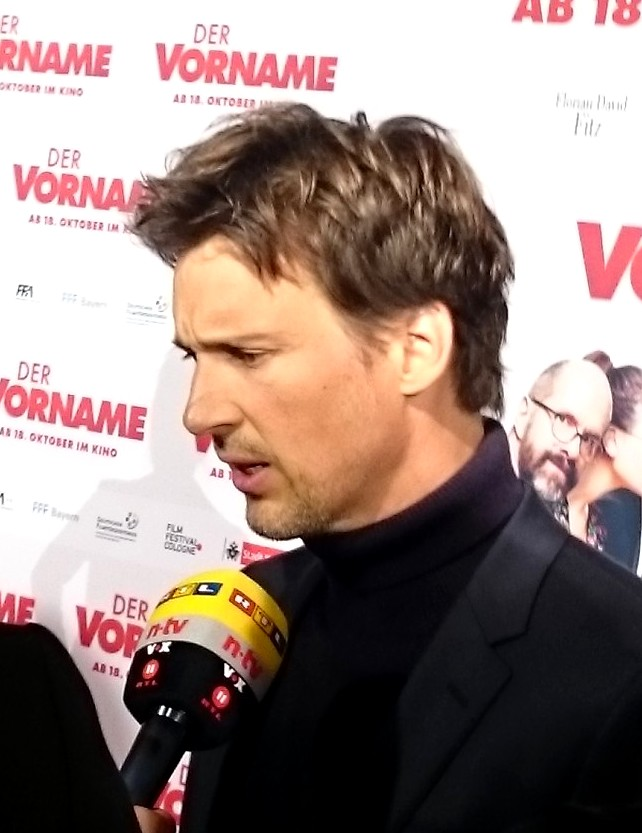
Florian David Fitz en el estreno de Der Vorname en octubre de 2018

Florian David Fitz recibió el premio Rising Movie Talents (Premio al Joven Talento del Festival de Cine de Múnich) en 2001 por su papel en Damn in Love. En 2007 recibió el premio Adolf Grimme por Mi loca boda turca, representando al reparto. En 2008 fue nominado al Premio de la Televisión Alemana en la categoría "Mejor actor de reparto" por su papel en El diario del doctor . 
En 2010 recibió el Bambi en la categoría de “Actor Nacional” por su actuación en Vincent will Meer. Por su libro sobre la película, desarrollado en el Taller de Guion de Múnich, Fitz recibió el Premio del Cine Bávaro en 2010. Vincent will Meer también ganó el Premio del Público en el Premio del Cine Bávaro, el Premio del Cine Alemán en 2011 como “Mejor Película” y Fitz en la categoría “Mejor Actor”.  En 2015 recibió el premio del público Júpiter Award en la categoría “Mejor actor nacional” por Hin und weg. En 2016 recibió el Romy en la categoría “Mejor película libro” por El día más caluroso y, junto con Matthias Schweighöfer, la Gallina de Oro en la categoría “Premio del público en funciones”. La comedia Bienvenidos a los Hartmann recibió el Premio Alemán de Comedia en 2017. Alcanzó el título de "Hombre del Año" otorgado por GQ Alemania en diciembre de 2019. Reconocido por su versatilidad y habilidad interpretativa.
Por Dress y Weekend Rebels de Oskar recibió el Premio del Cine Bávaro 2022 en la categoría de Mejor Actor, por Dress a Romy de Oskar en la categoría de Mejor Guión Cinematográfico. 

## Compromiso social
Florian David Fitz es el patrocinador de la “InteressenAssociation Tic & Tourette Syndrome e.V. desde abril de 2010. V.” (IVTS para abreviar), que es, entre otras cosas, se ha propuesto mejorar la situación de vida de las personas afectadas por tics y Tourette. 
En julio del mismo año, Florian David Fitz asumió el patrocinio de la asociación social “AH-TA e. V.”, que se especializa en ayuda individual con problemas derivados de enfermedades (principalmente niños) y les apoya, entre otras cosas. a través de presentaciones en eventos para recaudar fondos como Mitanand 2012 de AH-TA, donde donó su premio de comedia para ser subastado. 

## Filmografía

### Película
| Año  | Título original                               | Título                         | Rol                  | Notas                               |
| ---- | --------------------------------------------- | ------------------------------ | -------------------- | ----------------------------------- |
| 2000 | Das Psycho-Girl.                              | La chica psicópata             | Kevin                |                                     |
| 2001 | Ice Planet                                    | Planeta de hielo               | Sam Rainsey          | Acreditado como "Florian Fitz, Jr." |
| 2003 | Triell.                                       | Conseguir una vida             | Kai Wendlandt        |                                     |
| 2004 | Mädchen, Mädchen 2 – Loft oder Liebe          | Chica, Chica 2 – Loft o Amor   | Lucas                |                                     |
| 2004 | Berlin, Berlin                                | Berlín, Berlín                 | Felix                |                                     |
| 2005 | 3° kälter.                                    | Tres grados más frío           | Olli Engel           |                                     |
| 2009 | Männerherzen.                                 | Hombres en la ciudad           | Niklas Michalka      |                                     |
| 2010 | Vincent will Meer.                            | Vincent quiere ir al mar       | Vicente              | También guionista                   |
| 2011 | Der Brand                                     | El fuego                       | Vicente Stein        |                                     |
| 2011 | Männerherzen … und die ganz ganz große Liebe. | Hombres en la ciudad 2         | Niklas Michalka      |                                     |
| 2012 | Die Vermessung der Welt.                      | Midiendo el mundo              | Carl Friedrich Gauss |                                     |
| 2012 | Die Hüter des Lichts.                         | Rise of the Guardians          | Jack Frost (voz)     | Versión alemana                     |
| 2012 | Jesus liebt mich.                             | Jesús me ama                   | Jesúa                | También director y guionista        |
| 2013 | Da geht noch was.                             | Tiempo de calidad              | Conrad Schuster      | También guionista                   |
| 2014 | Lügen und andere Wahrheiten.                  | Mentiras y otras verdades      | Andi                 |                                     |
| 2014 | Hin und weg.                                  | Gira de fuerza                 | Hannes               |                                     |
| 2014 | Die Lügen der Sieger.                         | Las mentiras de los vencedores | Fabián Groys         |                                     |
| 2016 | Der geilste Tag.                              | El día más hermoso             | Benno                | También director y guionista        |
| 2016 | Willkommen bei den Hartmanns.                 | Bienvenido a Alemania          | Philipp Hartmann     |                                     |
| 2017 | Bailey – Ein Freund fürs Leben.               | El propósito de un perro       | Muralla exterior     | Versión alemana                     |
| 2018 | Der Vorname.                                  | ¿Qué tal Adolfo?               | Thomas Böttcher      |                                     |
| 2018 | 100 Dinge.                                    | 100 cosas                      | Pablo                | También director y guionista        |
| 2019 | Das perfekte Geheimnis.                       | El secreto perfecto            | Pepe Deneke          |                                     |
| 2022 | Der Nachname.                                 | Asuntos familiares             | Thomas Böttcher      |                                     |
| 2023 | Wochenendrebellen.                            | Rebeldes del fin de semana     | Mirco                |                                     |
| 2024 | Das Signal.                                   | The Signal                     | Sven                 |                                     |

### Televisión
| Año       | Título                            | Role              | Notas                          |
| --------- | --------------------------------- | ----------------- | ------------------------------ |
| 2000      | El toro de Tölz                   | Flo Scherer       | 1 episodio                     |
| 2002      | Malditamente enamorado            | Tom Severin       | Papel principal - 26 episodios |
| 2004      | Chica de escuela                  | Florián           | 1 episodio                     |
| 2004      | Berlín, Berlín                    | Félix             | 1 episodio                     |
| 2005      | El amor tiene prioridad           | Roberto Mayer     | Película de televisión         |
| 2005      | Navidad de todos los días         | Fritz             | Película de televisión         |
| 2006      | Una oportunidad para el amor      | Alejandro Rodillo | Película de televisión         |
| 2006      | Bésame Kismet                     | Götz Schinkel     | Película de televisión         |
| 2006      | León y Lara                       | León              | Película de televisión         |
| 2007      | tener veinte otra vez             | Hans Klein        | Película de televisión         |
| 2007      | Casi un golpe directo             | Timo Hagemann     | Película de televisión         |
| 2007-2009 | Dr. Martín                        | Nils Breitens     | 11 episodios                   |
| 2008      | Ama un sueño                      | Max Lessing       | Película de televisión         |
| 2010      | Amigo                             | Jupp Sauerland    | Película de televisión         |
| 2008-2011 | Diario del médico                 | dr. Marcos Meier  | Papel principal - 22 episodios |
| 2016      | El veredicto                      | Lars Koch         | Película de televisión         |
| 2016      | Erich Kästner y el pequeño martes | Erich Kaestner    | Película de televisión         |